# Rue Lesdiguières (Grenoble)
Ne doit pas être confondu avec rue de Lesdiguières.
La rue Lesdiguières est une voie publique de la commune française de Grenoble.

## Situation et accès

### Situation
Située dans le quartier de l'Hyper-centre, un des quartiers les plus animés de la ville, non loin des principales zones commerciales de la ville et du secteur piétonnier, cette voie, positionnée dans la partie septentrionale du territoire de la commune de Grenoble, permet de relier la place de Verdun à la place Championnet selon un axe nord-est - sud-ouest
.

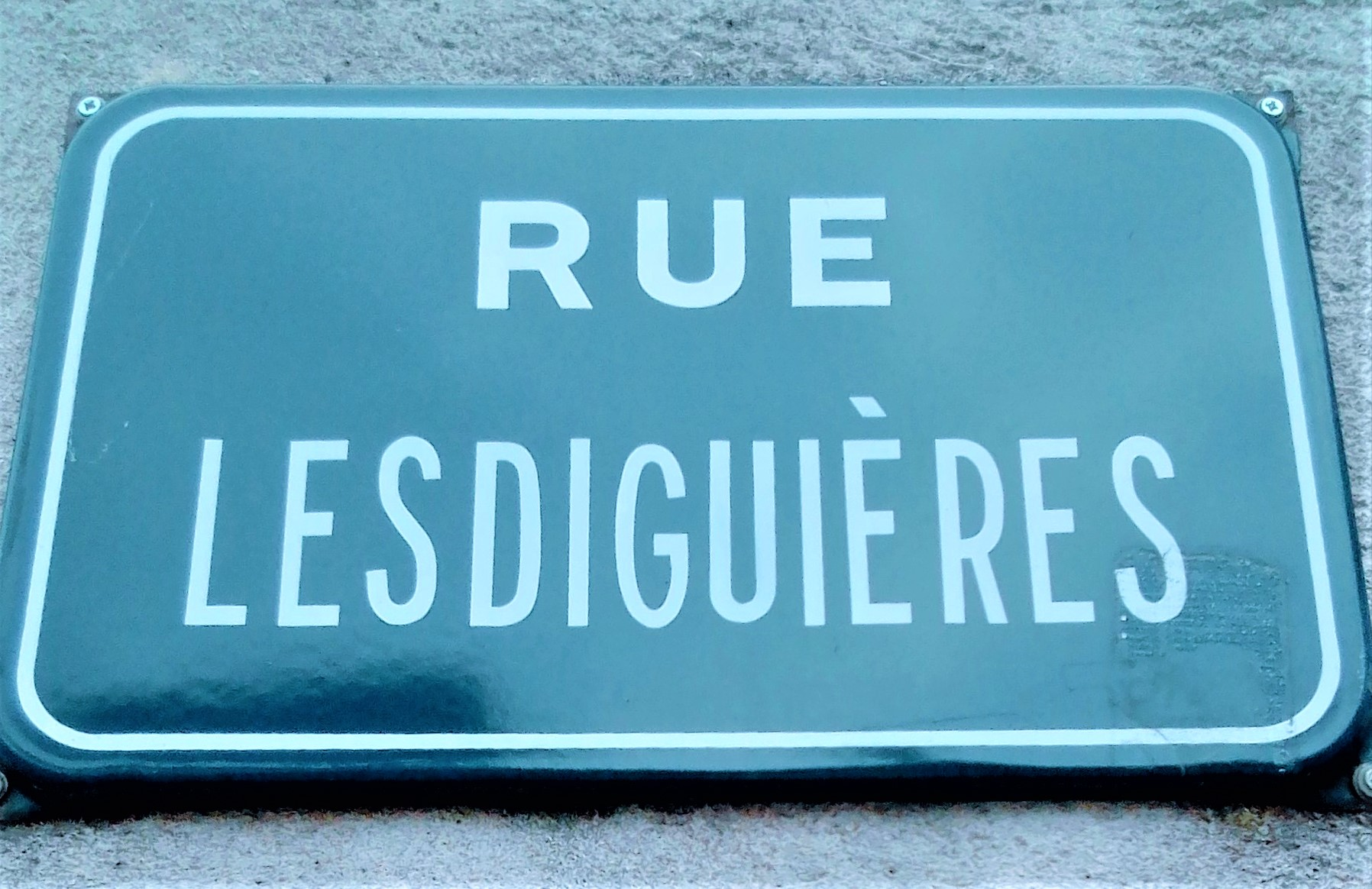
Plaque de la rue

Cette voie, d'une longueur relativement importante, est située en limite de la principale zone commerciale de la ville, est accessible aux passants depuis n'importe quel point de ce quartier, de nombreux autres quartiers, dont le quartier Notre-Dame, le plus ancien et le plus animé de Grenoble.

### Accès
La rue Lesdiguières est principalement desservie par les lignes A du tramway de Grenoble. La station Verdun Préfecture est situé au tout début de cette rue, au niveau de la place de Verdun.

## Origine du nom
Cette rue a reçu le nom de François de Bonne de Lesdiguières, dernier connétable de France entre 1622 et 1626 et maréchal de France.

## Historique
C'est en 1888 que la municipalité de Grenoble donne officiellement son nom à cette nouvelle voie, alors que le duc Lesdiguières était déjà honoré par la présence de la rue de Bonne, située non loin de la rue Lesdiguières. Autrefois, cette rue continuait après la place de Verdun, jusqu'à la porte des Adieux, démolie en 1924, mais cette partie a été attribuée au peintre Ernest Hébert pour devenir l'actuelle rue Hébert.

## Bâtiments remarquables et lieux de mémoire

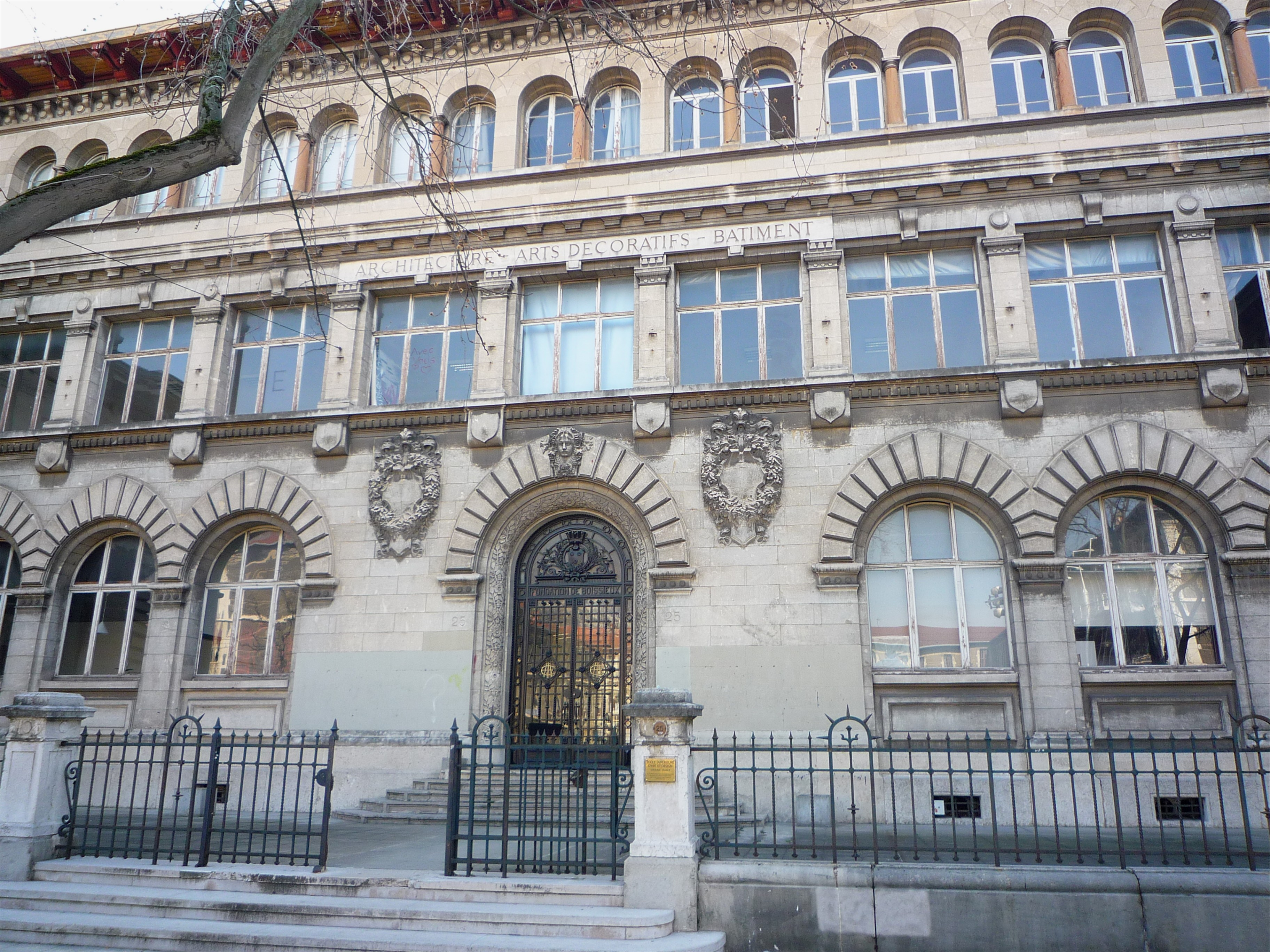
Façade de l'École supérieure d'art au 25, rue Lesdiguières

L'école des Arts Industriels de Grenoble dirigée par le sculpteur Henri Ding, devenue l'École supérieure d'art et de design (ESAD) est située au no 25 de la rue Lesdiguières.
À la suite d'un don effectuée par la grenobloise Berthe de Boissieux, afin d' « améliorer l’école d’enseignement des arts industriels », la construction d'une nouvelle école, en pierre de taille commence en 1910 entre l’école de médecine et une école primaire, à l’arrière du lycée Champollion. Le bâtiment s’inspire de la Renaissance italienne, notamment ai niveau de la présentation des baies, et sa porte de ferronnerie monogrammée.
De nombreux bâtiments du lycée Champollion et leurs deux cours, sont situés rue Lesdiguières, dans la partie de cette rue comprise entre le boulevard Gambetta et le boulevard Agutte-Sembat.
La rue Lesdiguières traverse la place de l'Étoile qui présente la double singularité d'être en forme de pentagramme (étoile à cinq branches) ainsi que d'être contigüe à deux autres places grenobloises, la place Vaucanson et la place du docteur Martin.